# Пісочник мадагаскарський
Пісочник мадагаскарський (Charadrius thoracicus) — вид сивкоподібних птахів родини сивкових (Charadriidae).

## Поширення
Ендемік Мадагаскару. Вид поширений вздовж західного та південного узбережжя. Населяє мангрові болота, піщані пляжі, літорально-мулові плавні та прибережні солоні лагуни. Популяція виду оцінена в 3100 птахів.

## Опис
Це найменший представник родини сивкових. Довжина тіла 13–14 см; маса тіла: самці 32–42 г, самиці 31–43,5 г. Оперення голови складається з білого чола, обрамленого чорною смугою, і чорної смуги на тімені, з білою смугою на тімені трохи вище. Додаткова чорна смуга проходить позаду ока навколо задньої шиї разом із товстою чорною смугою на верхній частині грудей. Решта обличчя біле.
Від мантії та лопаткових пір'їн до крупа оперення сірувато-буре. Два центральних пір'я хвоста сіро-коричневі, а зовнішні пір'я світлішого відтінку з темнішими дистальними смугами та білими кінчиками. Низ білий, з рудим черевом і підхвостям. Дзьоб, ноги й очі чорні в період розмноження. Поза сезоном розмноження зовнішній вигляд виду більш тьмяний, а чорні плями коричневіють.